# Sistema difensivo costiero del Cile coloniale
In epoca coloniale l'Impero spagnolo impiegò diverse risorse nella fortificazione della costa cilena contro possibili raid olandesi e inglesi.
Gli spagnoli tentarono di bloccare l'entrata di navi straniere nel Pacifico meridionale ma l'operazione non ebbe il successo sperato nello stretto di Magellano per la scoperta del passaggio di Drake. L'insediamento spagnolo dell'arcipelago di Chiloé divenne un centro da dove la costa occidentale della Patagonia veniva portetta da potenze straniere. Di fronte alle numerose guerre internazionali nelle quali la Spagna venne coinvolta nella seconda metà XVIII secolo, la Spagna riuscì solo parzialmente a proteggere le colonie più lontane del suo impero e di conseguenza il governo e la milizia locali iniziarono con l'occupare in Cile proprio questo sistema difensivo.

## Attacchi continui
Tra XVI e XVIII secolo, il territorio del Cile subì ben sedici attacchi da parte di pirati e di nazioni straniere nel tentativo di invadere questa colonia spagnola. La maggior parte degli attacchi sin dal Cinquecento, vennero perlopiù diretti dall'Inghilterra che era alla ricerca di un modo per stabilire una propria colonia importante in Sudamerica, ma soprattutto per avere libero accesso al passaggio delle navi nello stretto di Magellano e commerciare senza problemi tra l'Atlantico e il Pacifico.
Il governo spagnolo partì da Valdivia, il principale insediamento costruito nell'area con scopi difensivi, per la costruzione di un vasto sistema di forti, mura e postazioni d'artiglieria, sino a raggiungere il numero di sedici sparsi lungo tutta la costa cilena da nord a sud. Questo sistema di fortificazioni era interconnesso al proprio interno con una serie di strade e passaggi che consentivano alle truppe di passare agevolmente da una fortificazione all'altra e di prestarsi reciprocamente aiuto.
Nel corso della guerra dei sette anni nel XVIII secolo il sistema difensivo della costa cilena venne implementato e rinforzato a partire dal 1764. Nel frattempo vennero fortificate anche altre località coloniali del Cile come ad esempio l'arcipelago di Chiloé, Concepción, le isole Juan Fernández e Valparaíso.
Le fortificazioni vennero ulteriormente implementate con la rivoluzione americana quando Gran Bretagna e Spagna si trovarono nuovamente in guerra. Le autorità spagnole in Cile ricevettero nel 1779 la prima segnalazione di un possibile attacco navale che poteva essere condotto contro le coste cilene dall'inglese Edward Hughes. Il vicereame del Perù, di conseguenza, inviò degli aiuti economici alle guarnigioni di Valparaíso e Valdivia. L'attacco previsto, ad ogni modo, non avvenne mai. Alla fine del 1788 ancora una volta si palesò la possibilità di un attacco inglese, questa volta al largo della costa di Coquimbo, il che fece propendere per dispiegare la milizia locale sul sistema di fortificazioni progettato

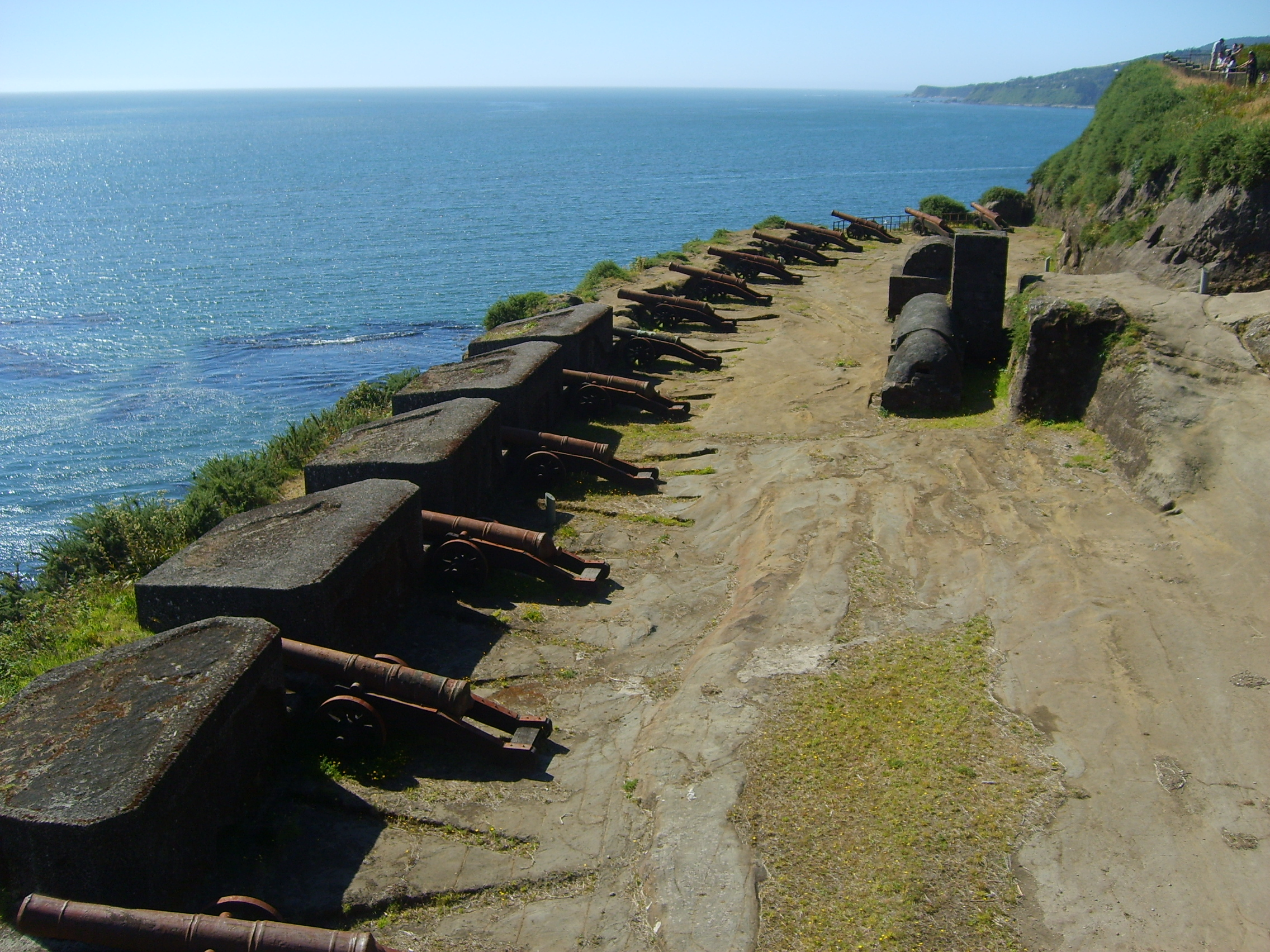
Veduta del forte di Niebla, uno dei molti forti spagnoli costruiti lungo la baia di Corral a seguito dell'occupazione olandese di Valdivia.

## Le iniziative spagnole

### Impedire l'entrata nell'oceano Pacifico
Tra XVI e XVII secolo, la Spagna considerava l'oceano pacifico come un Mare clausum, un "mare chiuso" ad alte potenze navali nel mondo. Dal momento che l'unica entrata dall'oceano Atlantico era lo Stretto di Magellano che si trovava nelle mani degli spagnoli, la situazione sembrava saldamente sotto controllo della corona spagnola.

### La costruzione delle fortificazioni
Durante l'epoca coloniale, la Spagna investì molto denaro nella costruzione di un sistema di fortificazioni che garantissero il completo controllo della costa cilena da possibili raid esterni. Il centro nevralgico di questo sistema difensivo furono le fortificazioni di Valdivia costruite a partire dall'ultima fallimentare incursione olandese in Cile nel 1645. A partire dal Cinquecento, la strategia spagnola di realizzare delle monumentali opere di fortificazione nei porti caraibici spagnoli aveva dato notevoli successi per contrastare non solo la pirateria ma anche ordinari attacchi da parte di potenze esterne. Gli spagnoli pensarono dunque di riproporre questo stesso sistema in America meridionale. In un primo tempo tentarono di fortificare lo stretto di Magellano ma questo progetto venne poi abbandonato per la mancanza di punti facilmente controllabili da terra e di conseguenza si iniziò la fortificazione delle coste del capitanato generale del Cile e di altre parti della costa occidentale delle Americhe. La fortificazione dell'area raggiunse il proprio picco a metà del XVIII secolo.

#### XVI secolo
Nel 1578 Francis Drake inaugurò l'epoca della pirateria lungo le coste del Cile. In risposta a questa minaccia, il viceré del Perù inviò nel 1579 una spedizione comandata da Pedro Sarmiento de Gamboa allo stretto di Magellano per esplorare la possibilità di fortificare l'area ed in virtù di quest'opera, controllare l'entrata all'oceano Pacifico dall'Atlantico. Dopo aver studiato accuratamente il sito, Sarmiento partì alla volta della Spagna dove ottenne dal sovrano spagnolo tre navi e dei coloni per colonizzare definitivamente l'area ed avviare delle opere di fortificazione. Il duca d'Alba supportò il progetto e suggerì alcuen modifiche. Il progetto prevedeva la costruzione di un forte su ciascun lato della Primera Angostura, un'insenatura all'interno dello stretto. La spedizione che salpò dalla Spagna includeva 350 coloni e 400 soldati. Tornato allo stretto di Magellano, Sarmiento fondò le città di Nombre de Jesús e Ciudad del Rey Don Felipe nel 1584. Nombre de Jesús venne abbandonata dopo appena cinque mesi e la sua popolazione preferì invece migrare a Ciudad del Rey Don Felipe. Qui, realizzando che non vi era cibo a sufficienza per tutti, Andrés de Biedma ordinò alla popolazione di navigare lungo la costa per chiedere aiuto ad altri insediamenti più a nord. La spedizione promessa da Sarmiento con i rifornimenti per la neonata colonia, non giunse mai a compimento in quanto colpita da una tempesta.

#### Il XVII secolo
Nel 1600 i nativi Huilliche decisero di unirsi al corsaro olandese Baltazar de Cordes per attaccare l'insediamento spagnolo di Castro. Per quanto questo sia rimasto nella storia cilena un attacco sporadico, gli spagnoli credevano fermamente che gli olandesi avrebbero potuto allearsi con gli indiani Mapuche e stabilire una potente fortezza nel Cile meridionale a loro danno. Gli spagnoli sapevano dei piani degli olandesi e della loro volontà di insediarsi nelle rovine dell'antica città abbandonata dagli spagnoli di Valdivia e pertanto tentarono di ristabilire il pieno controllo spagnolo sull'area prima dell'arrivo degli olandesi. La prima minaccia concreta avvenne come previsto negli anni '30 del Seicento quando i Mapuche iniziarono con l'impedire agli spagnoli di passare nel loro territorio. Con gli spagnoli bloccati dall'entrare a Valdivia via terra, l'invasione olandese non incontrò resistenza quando raggiunse infine le rovine della città nell'agosto del 1643. Prima di ciò, ad ogni modo, gli spagnoli si erano già scontrati con gli indigeni a Carelmapu ed avevano saccheggiato Castro. Gli spagnoli in queste due località avevano avuto istruzioni di attuare la tecnica della terra bruciata contro gli invasori. Mentre gli olandesi abbandonarono infine la loro nuova colonia dopo soli due mesi nell'ottobre del 1643, l'atto stesso compiuto da una nazione straniera nel territorio coloniale spagnolo mise in allarme le autorità locali ed avviò il massiccio ritorno degli spagnoli a Valdivia. La costrizione delle fortificazioni di Valdivia iniziò a partire dal 1645. Venuto a conoscenza da una lettera di Juan Manqueante che gli olandesi avevano intenzione di tornare sul sito con nuove forze, Pedro de Toledo, I marchese di Mancera, viceré spagnolo del Perù, venne inviato da El Callao con 1000 uomini al seguito e venti navi e nel contempo questi ordinò a 2000 soldati spagnoli in Cile di portarsi dall'entroterra del paese a Valdivia nel 1644 per fortificare l'area e ripopolarla. Le truppe di terra non riuscirono mai a raggiungere Valdivia, probabilmente per la resistenza dei Mapuche. La massiccia flotta proveniente dal Perù, che si avvalse di altre due navi del Cile, era senza precedenti nella regione. La costruzione ed il mantenimento delle fortificazioni di Valdivia divenne un peso notevole per le finanze coloniali spagnole.

#### Il XVIII secolo
Quando i Borboni assunsero il potere in Spagna all'inizio del XVIII secolo, la minaccia di un attacco francese alle colonie spagnole nel Cile andò dissipandosi, mentre aumentò la possibilità di attacchi concreti da parte degli inglesi.
La Guerra anglo-spagnola (1739-1742) tra Gran Bretagna e Spagna portò gli inglesi ad elaborare un piano per attaccare i possedimenti spagnoli in Cile. Valdivia divenne ovviamente l'obbiettivo principale dell'attacco. L'operazione venne comandata da George Anson ma si dimostrò un fallimento totale già prima del raggiungimento delle colonie spagnole: le navi si dispersero lungo il viaggio e la HMS Wager si arenò al largo della costa della Patagonia. Ad ogni modo, l'arrivo degli inglesi allarmò notevolmente gli spagnoli che si attivarono da subito per cercare di individuare tempestivamente ogni possible presenza di inglesi negli arcipelaghi locali. Negli anni '40 del Settecento, il viceré del Perù ed il governatore del Cile si unirono in un progetto comune per far avanzare la frontiera dell'impero spagnolo nel Pacifico sudorientale ed impedire la fondazione di una base inglese in loco. Come risultato di questo progetto, le isole Juan Fernández vennero insediate e venne costruito il forte di Tenquehuen nell'arcipelago di Chonos presso la penisola di Taitao. Questo forte venne occupato per un anno e mezzo e poi venne abbandonato. Dopo che il forte di Tenquehuen venne smantellato da Zenón de Somodevilla, I marchese de la Ensenada, di pensò di realizzare un nuovo forte nell'arcipelago di Guaitecas, ma l'idea non si compì mai. Per il governatore Antonio Narciso de Santa María, l'isola di Chiloé era la parte più importante dell'arcipelago della Patagonia e pertanto egli raccomandò che le forze si concentrassero in quel punto per la difesa del Cile. La speranza degli spagnoli era di compiere il tutto prima dell'arrivo degli inglesi.
Come conseguenza della guerra dei sette anni le fortificazioni di Valdivia vennero migliorate e rinforzate a partire dal 1764. Altri punti vulnerabili del Cile coloniale come l'arcipelago di Chiloé, Concepción, le isole Juan Fernández e Valparaíso vennero preparate per un eventuale attacco inglese. Ispirati dalle raccomandazioni dell'ex governatore Santa María, gli spagnoli fondarono la città fortificata di Ancud nel 1768 e separarono Chiloé dal capitanato generale del Cile, creando un distretto direttamente dipendente dal vicereame del Perù. Assieme ad altri forti costruiti in Cile nel XVIII secolo, la fondazione di Ancud portò all'espansione delle rotte commerciali locali e dell'agricoltura.
Le fortificazioni costruite nel XVIII secolo ebbero una forte impronta neoclassica.
Il coinvolgimento della Spagna in una serie di guerre a livello internazionale nel XVIII secolo, fece sì che la difesa di queste fortificazioni venisse sempre più affidata alle milizie locali anziché dall'esercito regolare. Questo portò ad un crescente incremento della partecipazione della popolazione locale nel finanziamento delle difese e soprattutto della presenza dei nativi cileni sul posto. Gli spagnoli fecero anche delle concessioni per rafforzare le difese: le autorità spagnole a Chiloé promisero la liberazione dall'encomienda a quegli indigeni che si fossero insediati nei pressi della fortezza di Ancud per contribuire alle sue difese. Ovviamente tutto ciò fu la premessa per spronare movimenti indipendentisti sempre più forti che avranno un peso notevole nella storia del Cile della prima metà dell'Ottocento.

#### Il XIX secolo

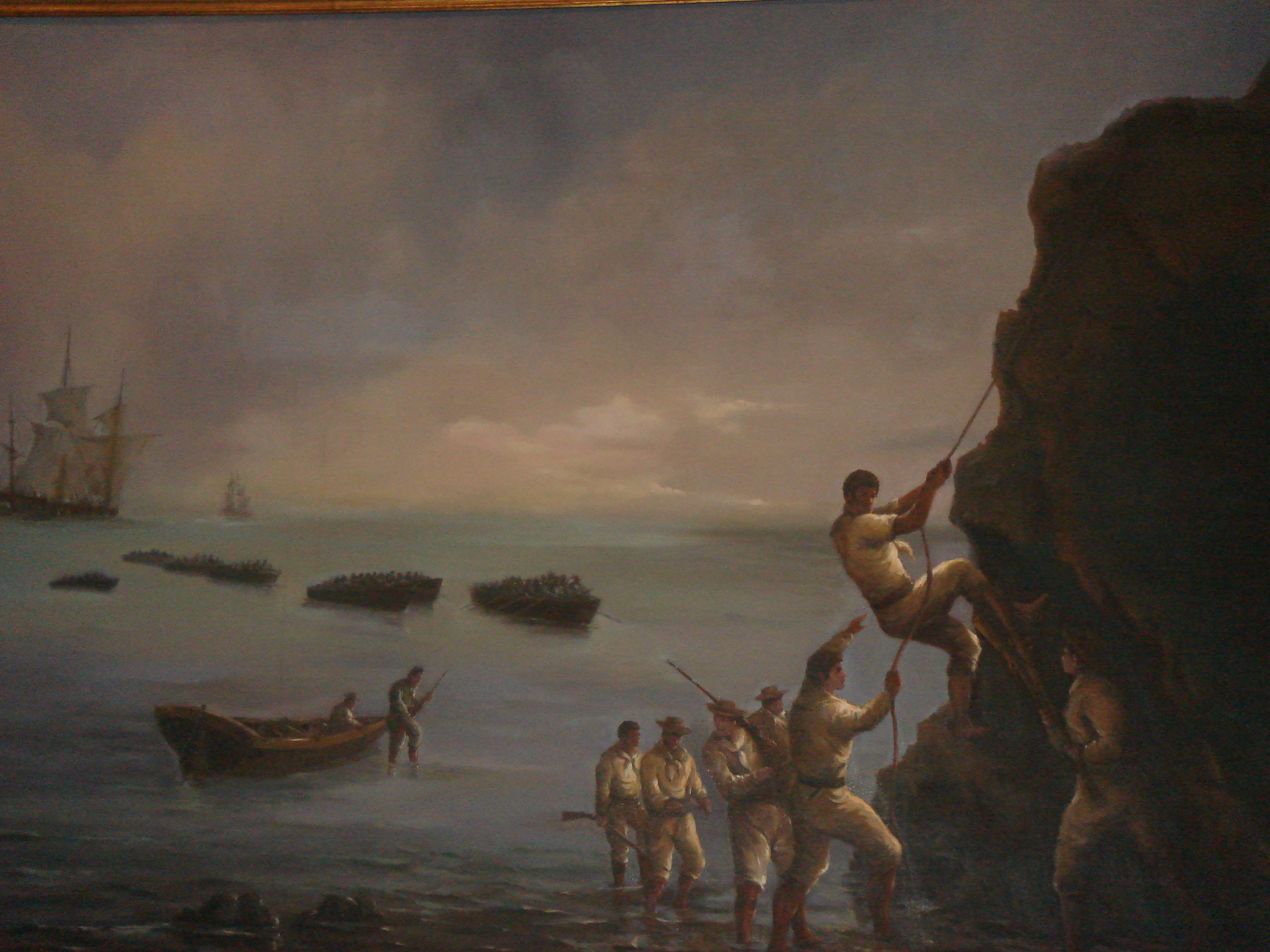
Dipinto raffigurante lo sbarco di Thomas Cochrane durante l'assalto dei ribelli alle fortificazioni di Valdivia.

Nel corso della guerra d'indipendenza cilena diverse fortificazioni costiere vennero attaccate. Il primo squadrone della marina cilena, comandato da Thomas Cochrane, lanciò un attacco anfibio alle fortificazioni di Valdivia nel 1820. Le truppe di terra sotto la guida di Jorge Beauchef conquistarono i forti della parte meridionale della baia di Corral. I rimanenti forti a Niebla e sull'isola di Mancera vennero abbandonati dagli spagnoli che si ritirarono verso la città di Valdivia.

## Elenco delle fortificazioni
| Immagine | Località                    | Coordinate                  | Data di costruzione e miglioramenti            | Architetto/i                                                                    |
| -------- | --------------------------- | --------------------------- | ---------------------------------------------- | ------------------------------------------------------------------------------- |
|          | Castillo de San Antonio     |                             |                                                |                                                                                 |
|          | Fuerte de Penco             |                             | 1684                                           |                                                                                 |
|          | Castillo de San Clemente    |                             | 1596                                           |                                                                                 |
|          | Fuerte San Agustín          |                             | 1777                                           | Leandro Badarán                                                                 |
|          | Fuerte Gálvez               |                             | 1780                                           | Leandro Badarán                                                                 |
|          | Fortificazioni di Valdivia  | 39°52′S 73°26′W             | 1645, 1661, 1671, 1679, 1680, 1764, 1765, 1767 | Juan de Buitrón y Mujica Constantino Vasconcelos José Antonio Birt Juan Garland |
|          | Fortificazioni di Carelmapu | 41°45′03.66″S 73°42′27.9″W  | 1603, 1720                                     |                                                                                 |
|          | Fortificazioni di Lacui     | 41°49′45″S 73°21′07″W       | 1768, 1779                                     | Miguel de Zorrilla Carlos de Beranger y Renaud                                  |
|          | Fortificazioni di Ancud     | 41°51′42″S 73°49′39″W       | 1767 or 1768, 1824                             | Carlos de Beranger y Renaud                                                     |
|          | Fortificazioni di Chacao    | 41°49′16.08″S 73°31′08.52″W |                                                |                                                                                 |
|          | Fortificazioni di Castro    | 42°33′07.64″S 73°45′03.87″W |                                                |                                                                                 |
|          | Fuerte Tenquehuen           | 45°39′S 74°48′W             | 1750                                           |                                                                                 |

## Nuove strade
Negli ultimi decenni del XVIII secolo, gli spagnoli iniziarono la costruzione di nuove strade per collegare i luoghi strategici costruiti lungo la costa cilena. Una di queste nuove strade, Caicumeo, connetteva la città fortificata di Ancud con l'insediamento di Castro. Un'altra grande strada venne progettata per connettere Valdivia con gli insediamenti a nord del canale di Chacao per un reciproco aiuto militare in caso di bisogno. Nell'ottobre del 1788 il governatore di Valdivia, Mariano Pusterla, inviò una spedizione per attraversare i territori governati dagli Huilliche per raggiungere Chiloé. La spedizione ebbe successo e nel febbraio del 1789 gli uomini tornarono a Valdivia. Pusterla successivamente migliorò questa strada, in particolare all'interno della foresta locale. Durante un incontro coi locali capi Cuncos e Huilliches, Pusterla assicurò anche l'apertura di un sentiero verso la città di Osorno. Ad ogni modo il transito su questa strada dipendeva dalla buona volontà delle truppe locali e nel settembre del 1792 gli Huilliches si rivoltarono contro gli spagnoli.